# Sentinel-1
Sentinel-1 è una serie di satelliti dell'Agenzia Spaziale Europea inserita all'interno del programma Copernicus.
I satelliti sono impiegati nelle seguenti applicazioni:
- monitoraggio delle zone di mare ghiacciate e dell'ambiente artico e sorveglianza dell'ambiente marino;
- monitoraggio dei rischi di movimento della superficie terrestre;
- mappatura delle superfici terrestri: foreste, acqua e suolo;
- mappatura a sostegno dell'aiuto umanitario in situazioni di crisi.

In continuità con i dati provenienti dalle missioni ERS ed Envisat, la missione fornisce un miglioramento delle informazioni, soprattutto in termini di affidabilità e tempestività dei dati stessi.
Il primo satellite, Sentinel-1A, è stato lanciato nel 2014 e al 2024 è ancora operativo. Il secondo, Sentinel-1B, è stato lanciato nel 2016 ed è stato ritirato in anticipo nel 2021 in seguito ad un malfunzionamento a bordo. Sentinel-1C è stato lanciato nel dicembre 2024.